# Смолёвка яйлинская
Смолёвка яйлинская (лат. Silene jailensis) — вид травянистых растений рода Смолёвка (Silene) семейства Гвоздичные (Caryophyllaceae).

## Ботаническое описание
Симподиальный полукустарничек, 10—30 см высотой. Листья узколинейные, до 5 см длиной, супротивные, в зоне соцветия удлинённо-ланцетные, 1—3 см длиной.
Соцветие малоцветковое (от 1—3 до 7 цветков). Лепестки белые. Чашечка 20 мм с зубцами. Плод — коробочка, до 15 мм длиной; карпофор — 10—14 мм длиной. Цветёт в июле — августе, плодоношение в августе.

## Распространение и экология
Эндемик Крыма. Известен лишь из четырёх малочисленных популяций, локализованных на бровках и стенках обрывов Никитской и Гурзуфской яйл в верховьях реки Авунда (1200—1400 м над уровнем моря) и на отторженце Парагильмен (800—850 м над уровнем моря) южного макросклона Главной гряды Крымских гор. В основном, популяции приурочены к 20—50-метровой прибровочной части отвесных монолитных контрфорсов с экспозициями северных румбов.
Произрастает в экотопах с чрезвычайно узким экологическим спектром условий: прогреваемые скалы с одновременным частичным затенением, таким образом, проявляет черты термофильности, которые имеют реликтовую природу. Мезоксерофит, кальцефил, облигатный хазмофит (растение трещин).
Скальные растительные группировки в местах произрастания вида чрезвычайно разрежены и включают Alyssum tortuosum, Androsace taurica, Arabis caucasica, Asperula caespitans, Asperula tenella, Asplenium ruta-muraria, Asplenium trichomanes, Galium humifusum, Genista albida, Genista depressa, Helianthemum orientale, Helianthemum stevenii, Iberis saxatilis, Paronychia cephalotes, Pimpinella tragium, Poa taurica, Potentilla geoides, Saxifraga irrigua, Sideritis catillaris, Teucrium jailae, Thymus jailae, Thymus tauricus, Veronica taurica и другие виды.

### Сезонный ритм развития
В природе смолёвка яйлинская зимует в состоянии вегетативного покоя, который продолжается с октября до начала апреля. Первыми у растений раскрываются заложенные в прошлом году открытые верхушечные почки на прошлогодних приростах, а также «спящие» почки на гипокотиле (у зрелых растений — каудексе) и многолетних скелетных ветвях. Позже раскрываются средние по расположению на побегах и пазушные по генезису почки. Все эти почки вступают в весеннее развитие, формируя розеточные побеги.
С мая и в июне в пазухах листьев терминальных розеток закладываются почки поздневесенней и раннелетней генерации. Эти почки сразу раскрываются и развиваются в пазушные розеточные побеги.
В начале лета у смолёвки яйлинской формируется морфоструктура из системы розеточных побегов, развившихся из почек двух сезонных генераций. Это побеги из генерации перезимовавших почек — терминальных, пазушных (в пазухах отмерших листьев) и спящих (на гипокотиле и нижних участках одревесневших скелетных ветвей); а также побеги из почек поздневесеннего и раннелетнего генезиса — пазушных (в пазухах образующихся в конце апреля-мае и в июне зеленых листьев).
В июле все розеточные побеги (терминальные и боковые), развившиеся из прошлогодних по времени закладки почек, начинают удлиняться. В это же время, в пазушных розетках терминальных частей побегов, развитых из весенних и раннелетних по времени закладки почек, происходит дифференциация накопившихся пластических веществ: часть розеток в дальнейшем развиваются как вегетативные побеги, а часть — как генеративные.
Таким образом, зачатки генеративных органов смолёвки яйлинской не зимуют, а формируются в пазушных розетках из поздневесенних и раннелетних по времени закладки почек в пазухах зеленых листьев средне -поздневесенне-раннелетней генерации. Развитие генеративных зачатков в генеративные органы у смолёвки яйлинской происходит в течение примерно одного месяца: генеративные розетки появляются в конце июня и в начале июля, развитие их генеративной составляющей охватывает июль, а цветение наблюдается в июле-августе. Генеративные побеги с кистеобразным соцветием, редуцированным до одиночных цветков, достигают высоты 30 см.
Первыми зацветают группы растений на открытых скалах и бровках восточной экспозиции. Позже — растения, произрастающие в условиях частичного затенения на бровках и отвесных скалах восточной и северо -восточной экспозиций. Последними зацветают растения в трещинах и затененных соснами скалистых экотопах. Начальный этап цветения среди растений популяции фиксируется в середине июля. Пик цветения, когда все растения цветут массово и обильно, наблюдается до середины августа (до начала второй декады). В дальнейшем интенсивность цветения резко снижается. В середине и в конце августа по начало сентября у растений отмечаются лишь одиночные цветки. Цветение вида продолжается примерно полтора (два) месяца, охватывая середину и конец лета. С конца августа и в сентябре генеративные побеги полностью отмирают до многолетней основы растения.
Рост вегетативных побегов в период цветения резко замедляется. Из сближенных междоузлий на верхушках побегов образуются ложномутовчатые пучки листьев — позднелетние розетки. В конце августа и сентябре эти листья в терминальных розетках и все остальные оставшиеся зелеными к этому времени массово усыхают.

### Способы размножения и распространения
Плод смолёвки яйлинской (сухая коробочка) представляет собой многосемянный ценокарпий (ценокарпную многолистовку), которая вскрывается неполно (сутурально) зубцами в области верхних свободных участков сросшихся плодолистиков. Плоды соединяются с растением посредством удлиненного облиственного генеративного побега (цветоноса). Под весом плодов с созревшими семенами побег поникает, и осенью после усыхания при усилении ветра плод часто отламывается и опадает. При перекатывании плода семена постепенно высыпаются из узкого отверстия. Благодаря обтекаемой форме плода, которая уменьшает трение, опавшие коробочки с семенами ветром перемещаются от материнского растения к краю обрыва или же вдоль него до какого-либо механического препятствия или отрицательной микроформы рельефа. Так семена распространяются в горизонтальном и вертикальном и направлениях. Если же в плодах созревает небольшое количество семян, то поникания и слома цветоноса не происходит: семена высыпаются из коробочки при раскачивании цветоноса ветром и оказываются в непосредственной близости от материнского растения.
Свежие семена смолёвки яйлинской имеют специальные придатки — элайосомы, привлекающие муравьев. Известно два способа мирмекохории: когда при транспортировке по пути к муравейнику семена теряются муравьями и когда жизнеспособные семена после потребления придатков выбрасываются или остаются неиспользованными, дозревая в «кладовых» муравейника. Муравейники нескольких видов муравьев расположены вблизи группировок петрофитной растительности с участием смолёвки яйлинской. Муравьи всех этих видов потенциально способны собирать семена смолёвки яйлинской, но не результативны в их распространении: ни одного растения смолёвки яйлинской вне бровок и прилегающих к ним стенок обрывов не произрастает. Непосредственно же по краю обрыва, что иногда прямо соответствует расположению здесь групп особей смолёвки яйлинской, строит муравейники Lasius flavus — вид, который является наиболее вероятным агентом диссеминации при распространении семян смолёвки яйлинской вдоль бровок.
На бровках обрывов и на вертикальных поверхностях (на стенках обрывов) растения смолёвки яйлинской произрастают группами и на небольших расстояниях друг от друга (наибольшее расстояние между особями в группах — около 10 м, а между группами — 30 м). Группы в основном представлены одновозрастными особями, реже растения произрастают в составе разновозрастных групп или одиночно.
Очевидно, что компактные группы из одновозрастных особей образовались при одновременном прорастании семян из плодов одного материнского растения. Такая синхронность в появлении и развитии особей указывает на то, что формирование подобной группы смолёвки яйлинской происходит при особых внешних сезонных условиях и случается достаточно редко. Группы же из разновозрастных особей образовались при прорастании семян из урожаев плодов разных лет. Такое явление возможно лишь при условии многолетнего постоянного накопления семян смолёвки яйлинской у механических препятствий, в трещинах, куда регулярно попадают коробочки с семенами, а также рядом с муравейниками. Выживают здесь единичные растения, которые развиваются из семян, прорастающих в различные сезоны.
Агентом при диссеминации по стенкам обрывов является ветер, который при сломе коробочек сдувает их с края бровки и распространяет с семенами по вертикальным поверхностям. Расселение растений происходит только в верхней части обрыва в случае его северо-восточной ориентации. В этом случае склон частично затенен, что летом в дневное время суток летом замедляет высыхание влаги, которая конденсируется в трещинах при перепадах температуры воздуха. Поступление же тепла, необходимого для сезонного развития растений, максимально именно в верхней части склона.
Таким образом, для смолёвки яйлинской характерны следующие способы диссеминации: баллистохория — разбрасывание семян метанием из плода, анемохория — распространение плодов с семенами ветром, а также мирмекохория — распространения семян муравьями. Наиболее эффективным способом диссеминации смолёвки яйлинской является баллистохория, благодаря которой потомством «наследуются» места произрастания материнских особей, а другие способы — анемохория и мирмекохория — обеспечивают распространение семян от материнских растений в горизонтальном и вертикальном направлениях на небольшие расстояния. Все особенности репродуктивной биологии смолёвки яйлинской являются характерными приспособлениями растений к условиям бровок и стенок обрывов.

## Меры охраны
Смолёвка яйлинская внесена в Красные книги Украины и Республики Крым как редкий вид. Охраняется в Крымском природном заповеднике, государственном природном заказнике «Парагильмен». Выращивается в Никитском ботаническом саду.